# Torrentispora
Torrentispora — рід грибів родини Xenospadicoidaceae. Назва вперше опублікована 2000 року.